# ریبنیه بورکی
ریبنیه بورکی (به لاتین: Rybnye Borki) یک منطقهٔ مسکونی در روسیه است که در سرزمین آلتای واقع شده‌است.